# ヘーリングハウゼン (ディーメルゼー)
ヘーリンハウゼン (ドイツ語: Heringhausen) は、ドイツ連邦共和国ヘッセン州北部のヴァルデック＝フランケンベルク郡の町村ディーメルゼー内に位置する地区である。
ヴァルデック、ウプラント、ザウアーラントに位置するヘーリングハウゼンは、ヘッセン州北部の町村ディーメルゼーに属す地区 (Ortsteil) である。この集落は、2023年に建設1000年を迎える歴史を有している。 ヘーリングハウゼンは、有名なルフトクアオルト（空気の清浄な保養地）である。

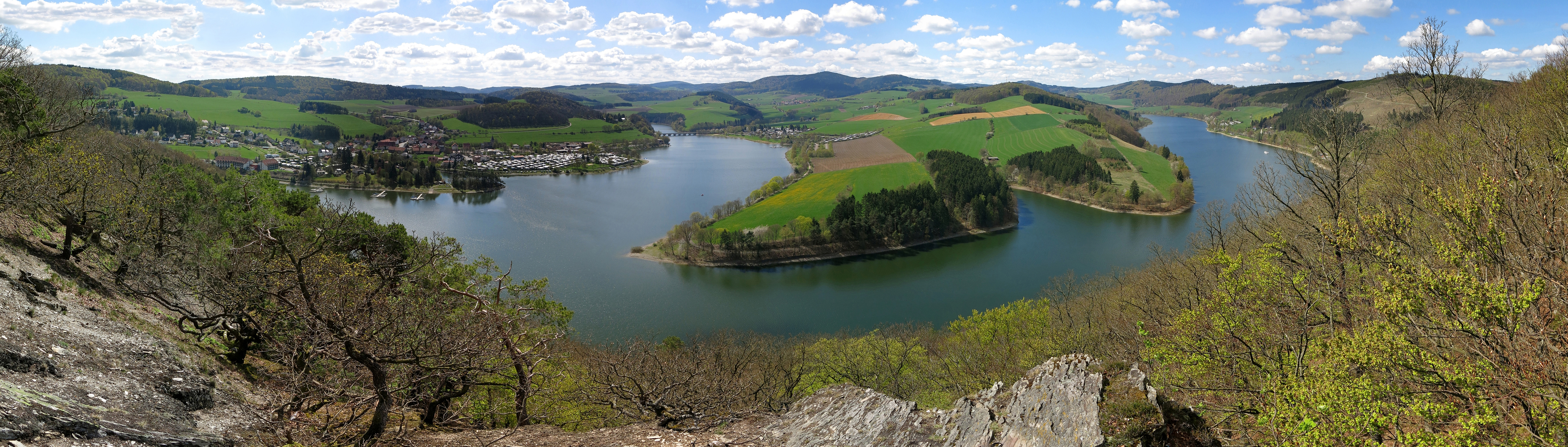
ヘーリングハウゼン

## 見所
この集落の近郊にはアトラクションや自然文化財がある。集落の中央部にある以下は注目に値する：
- 聖バーバラ教会、10世紀創建のロマネスク様式の教会。
- ビジオナリウム・ディーメルゼー (Visionarium Diemelsee)、環境、地理、歴史に関する常設展示。入れ替えで展示が行われている。
- 「ヘッセンで一番長いベンチ」、長さ26.42メートルのベイマツ製のベンチ。

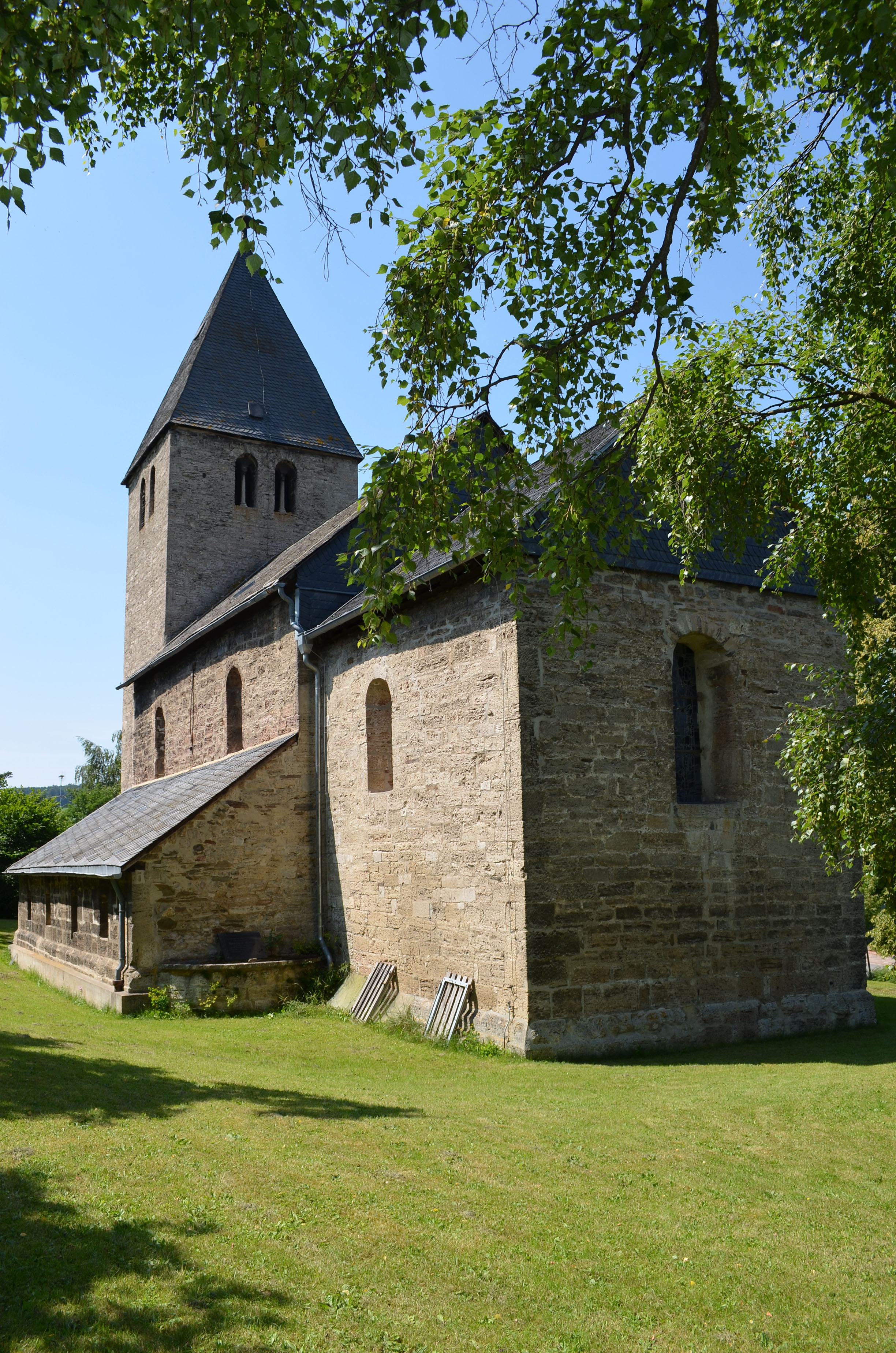
聖バーバラ教会
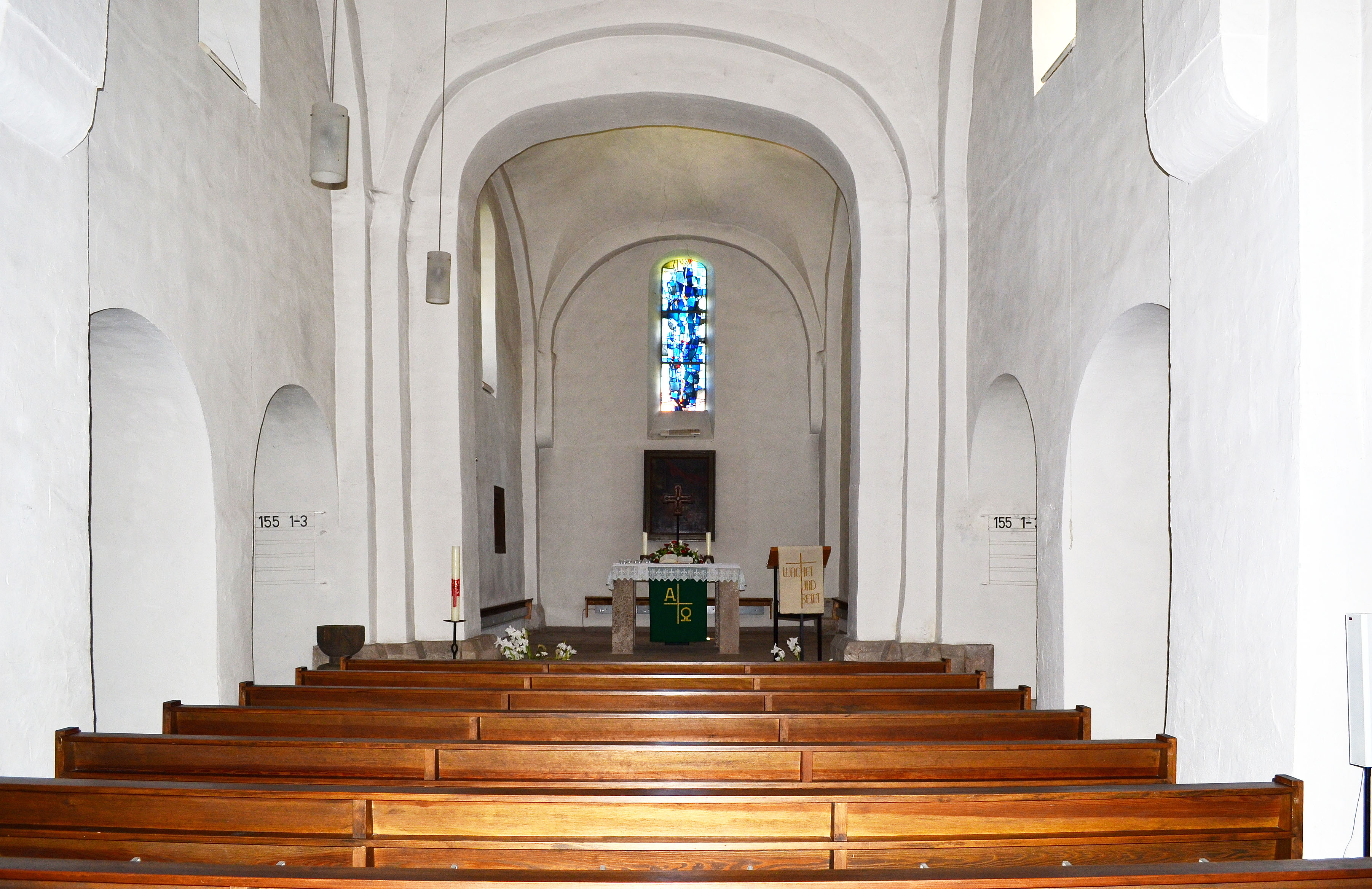
聖バーバラ教会の祭壇
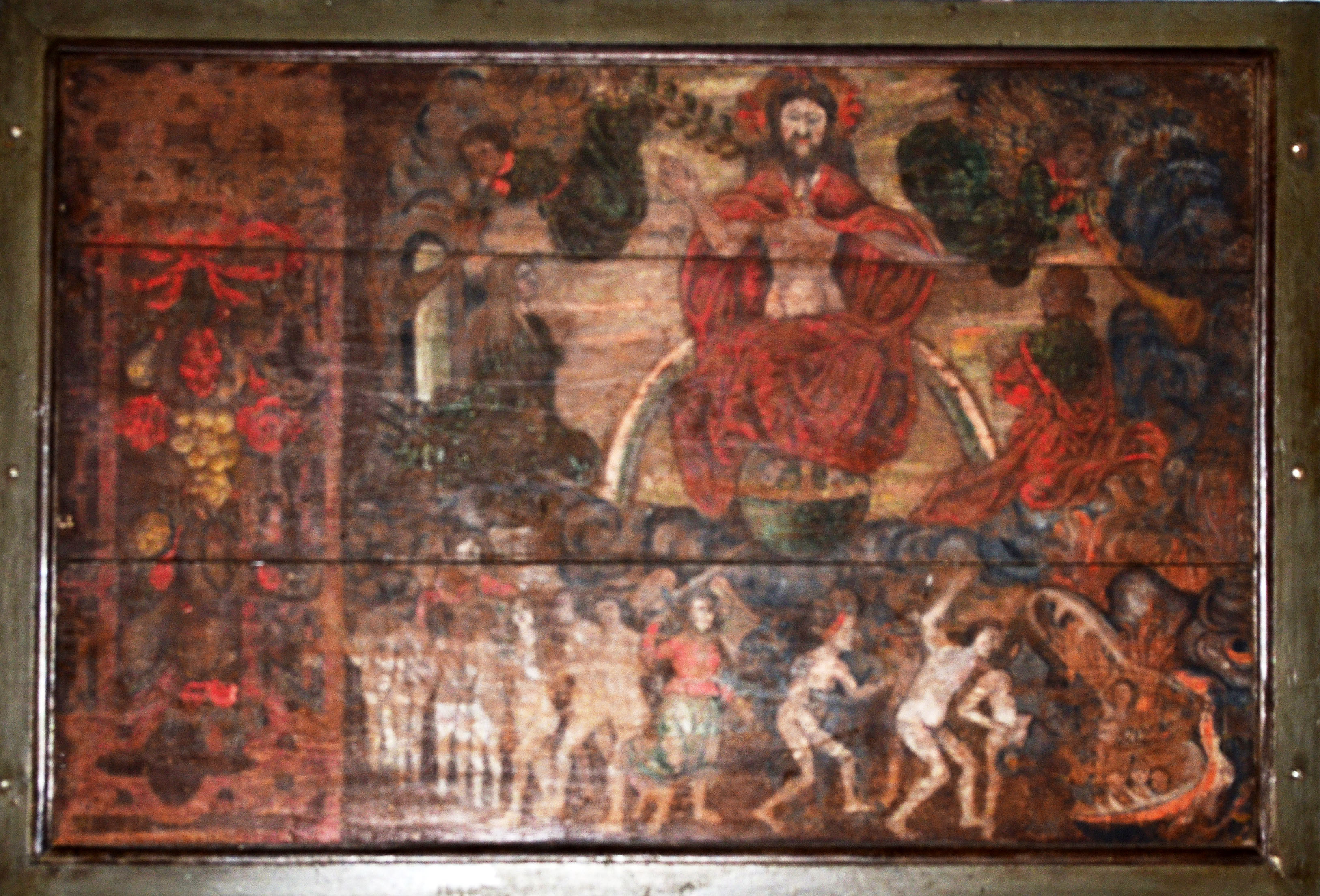
聖バーバラ教会の歴史的な板絵